# Bountiana norfolcensis
Bountiana norfolcensis is een krabbensoort uit de familie van de Oziidae. De wetenschappelijke naam van de soort is voor het eerst geldig gepubliceerd in 1907 door Grant & McCulloch.